# Roženberk
Roženberk – wieś w Słowenii, w gminie Šentrupert. W 2018 roku liczyła 25 mieszkańców.